# Fight Like a Girl
Fight Like a Girl je tretji EP slovenskega raperja N'toka, izdan leta 2012 pri založbi Call and Response Records v obliki brezplačnega prenosa. Pesem »Snob« je rezultat sodelovanja s slovensko/švicarsko producentsko navezo Volatile, za ostale glasbene podlage in vokale je poskrbel N'toko sam, Igor Vuk pa je tudi pri tej mali plošči poskrbel za snemanje vokalov in postprodukcijo vseh ostalih pesmi. Besedila so fragmentarna in družbenokritična.

## Seznam pesmi
Vso glasbo je napisal Miha Blažič, razen »Snob«, ki jo je napisala skupina Volatile. Vsa besedila je napisal Miha Blažič.
1. »Time Machine« – 3:50
2. »Fight Like a Girl« – 3:39
3. »Smash« – 3:56
4. »Snob« (feat. Volatile) – 2:30
5. »Mass Appeal« – 4:48